# Neil Sedaka
Neil Sedaka (Nova York, 13 de març de 1939) és un cantant de pop i rock estatunidenc. Des l'inici de la seva carrera musical l'any 1957, ha venut milions de discs i ha escrit i coproduït al voltant de 500 cançons per a altres i per a ell mateix.